# Артеменко Максим Андрійович
Макси́м Андрі́йович Арте́менко (11 квітня 2001, с. Росівка, Черняхівський район (з 2020 року — Житомирський район), Житомирська область, Україна — 11 березня 2022, поблизу м. Ізюм Харківської області, Україна) — солдат Збройних сил України, учасник російсько-української війни, що загинув у ході російського вторгнення в Україну в 2022 році.

## Життєпис
Максим Артеменко народився 11 квітня 2001 року в с. Росівка Черняхівського району (з 2020 року — Житомирського району) на Житомирщині. Навчався в початковій школі рідного села, а потім — у Салівській ЗОШ І-ІІ ступенів. Після закінчення дев'яти класів у 2016 році вступив до Коростишівського педагогічного коледжу імені І. Я. Франка Житомирської обласної ради. Навчаючись у коледжі у 2019 році (на третьому курсі), перевівся на навчання за індивідуальним графіком, адже розпочав працював почав працювати у рідній школі вчителем фізичної культури. У 2020 році здобув фах вчителя фізичної культури та основ здоров'я та того ж року вступив на навчання до Університету Григорія Сковороди в Переяславі. 31 липня цього ж року пішов на службу за контрактом у 95-х окремої десантно-штурмової бригади Збройних Сил України і вже 6 грудня 2020 року за сумлінне виконання службових обов'язків і старанність був нагороджений грамотою від командування військової частини.
З жовтня 2021 року перебував на сході України в складі десантно-штурмового батальйону військової частини А-0281. З початком повномасштабного російського вторгнення в Україну наприкінці лютого 2022 року перебував на Харківщині. Загинув, захищаючи територіальну цілісність України, 11 березня 2022 року в ході оборонного бою підрозділів бригади з противником поблизу міста Ізюм Харківської області.

## Нагороди
- орден «За мужність» III ступеня (2022, посмертно) — за особисту мужність і самовіддані дії, виявлені у захисті державного суверенітету та територіальної цілісності України, вірність військовій присязі.

## Родина
У загиблого залишилися батьки, брат та сестра.